# Magyar Táncművészeti Egyetem
A Magyar Táncművészeti Egyetem (röviden: MTE, 2017-től) egy felsőoktatási intézmény Magyarországon. 1950-ben Állami Balettintézet néven alakult, 1983-ban főiskolai rangot kapott, neve 1990-ben Magyar Táncművészeti Főiskolára változott.

## Célja
Legfontosabb célja, szakmai feladata, hogy olyan sokoldalúan képzett táncművészeket, táncpedagógusokat, koreográfusokat és elméleti szakembereket képezzen, akik az egyetemes és a nemzeti kultúra, ezen belül elsősorban a táncművészet értékeinek birtokában, magas fokú mesterségbeli tudásuk alapján alkalmasak a hazai és a nemzetközi táncéletben az előadóművészi, oktató és alkotó tevékenységre.

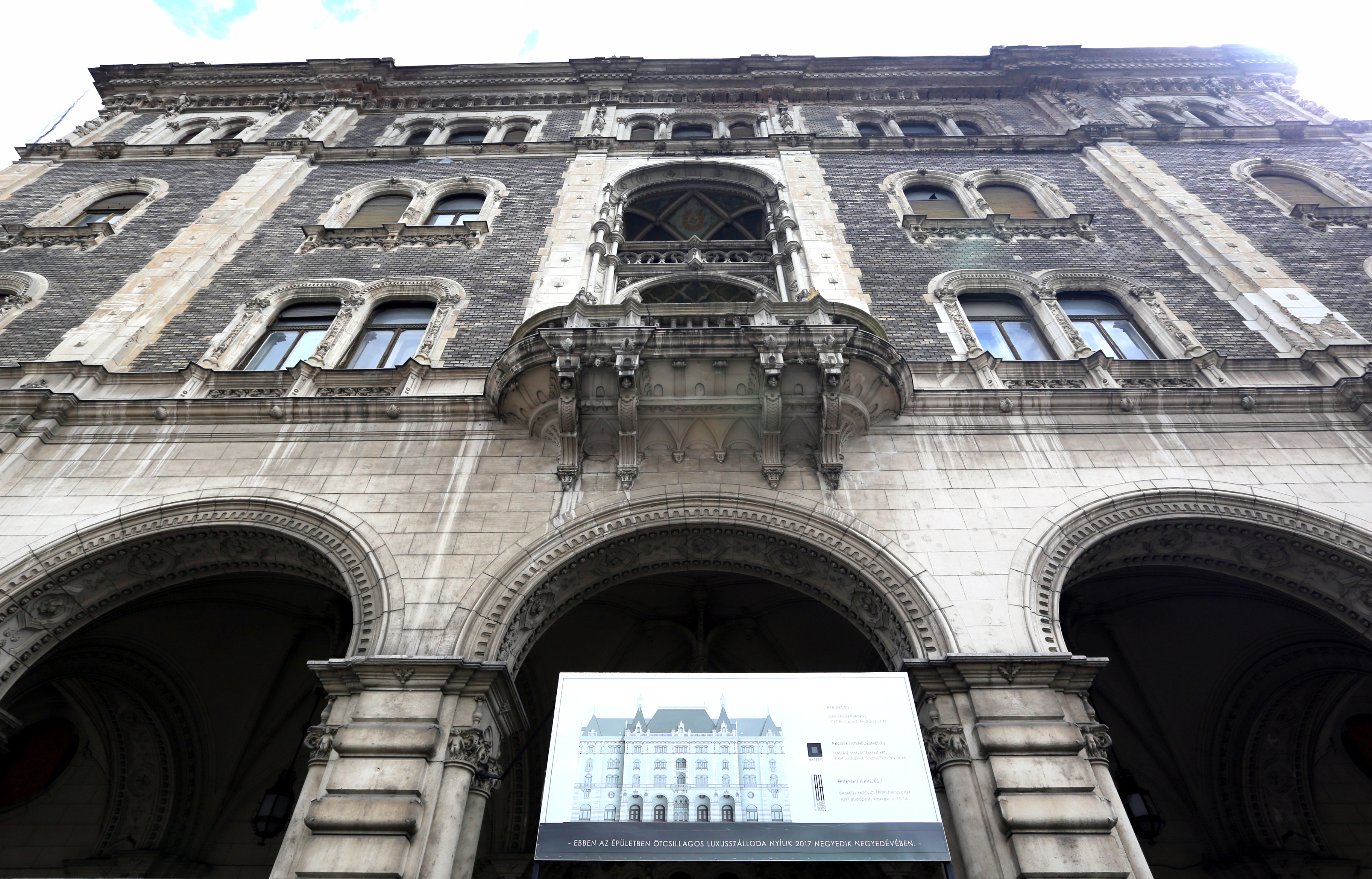
Az Andrássy úti Drechsler-palota, az Állami Balettintézet egykori épülete

## Székhelye
Korábban a Budapest VI. kerület, Andrássy út 25. szám alatt, a Operaházzal szemben voltak az iskola tantermei. A Drechsler-palota néven ismert épületet Lechner Ödön tervezte. Jelenleg Zuglóban található az egyetem a volt Amizoni Országos Magyar Nőnevelő Intézet épületében és hozzáépített újabb épületekben.

## Története
1950. szeptember 1-jével az operai balettiskola és a Táncművészeti Iskola összevonásával indult meg a táncosok képzése az Állami Balettintézetben (nevezték Táncművészeti Intézetnek is). Kezdetben két tagozata volt: az egyikben a klasszikus balett táncosokat, a másik – esti – tagozaton az üzemi tánccsoportok vezetőit képezték. Jelentkezni lányoknak 8, fiúknak 7 éves kortól lehetett.
1983. szeptember 1-től az intézmény főiskolai rangot kapott, neve azonban változatlanul Állami Balettintézet volt. Az intézet 1990. július 1-jén kapta a Magyar Táncművészeti Főiskola, 2017. február 1-jén pedig a Magyar Táncművészeti Egyetem nevet.

## Vezetői
- Lőrinc György alapító igazgató (Állami Balett Intézet)
- Hidas Hedvig igazgató (1961)
- Kun Zsuzsa igazgató (1972)
- Dózsa Imre igazgató (1979–1991) főigazgató (1983)
- Palovecz János főigazgató (1991–1992)
- Gál Jenő főigazgató (1992–1998)
- Dózsa Imre főigazgató (1998–2006)
- Ifj. Nagy Zoltán főigazgató (2006–2008)
- Dr. Jakabné dr. Zórándi Mária főigazgatónő, rektor (2009–2010)
- Szakály György megbízott rektor (2010–2011), rektor (2011. 07. 01 – 2018. 08.15.)
- Bolvári-Takács Gábor rektorhelyettes (2017–2018) rektor 2018–2021
- Fodorné Molnár Márta (2021–